# Valeska Menezes
Pour les articles homonymes, voir Menezes.
Valeska Dos Santos Menezes née le 23 avril 1976 à Niterói (Rio de Janeiro), est une joueuse brésilienne de volley-ball évoluant au poste de centrale. Elle totalise 111 sélections en équipe du Brésil.

## Biographie
Avec l'équipe du Brésil de volley-ball féminin, elle est médaillée d'or olympique en 2008 à Pékin.

## Clubs
| Club                         | De        | À         |
| ---------------------------- | --------- | --------- |
| Esporte Clube Pinheiros      | 1994-1995 | 1996-1997 |
| Rio de Janeiro Volêi Clube   | 1997-1998 | 1999-2000 |
| Clube de Regatas do Flamengo | 2000-2001 | 2000-2001 |
| Grêmio de Vôlei Osasco       | 2001-2002 | 2006-2007 |
| Asystel Novara               | 2007-2008 | 2007-2008 |
| Karşıyaka İzmir              | 2008-2009 | 2008-2009 |
| Galatasaray İstanbul         | 2009-2010 | 2009-2010 |
| Unilever Vôlei               | 2012-2013 | 2013-2014 |
| Vôlei Bauru                  | 2015-2016 | 2015-2016 |
| Clube Curitibano             | jan 2017  | …         |

## Palmarès

### Équipe nationale
- Jeux olympiques
  -  2008 à Pékin.
- Championnat du monde
  - Finaliste : 2006
- Coupe du monde
  - Finaliste : 2007
- World Grand Champions Cup (1)
  - Vainqueur : 2005
- Grand Prix Mondial (4)
  - Vainqueur : 2004, 2005, 2006, 2008
- Championnat d'Amérique du Sud
  - Vainqueur : 2005.

### Clubs
- Championnat du Brésil (5)
  - Vainqueur : 1999, 2000, 2001, 2003, 2004, 2005, 2013, 2014.
- Championnat sud-américain des clubs
  - Vainqueur : 2013.

### Distinctions individuelles
- Championnat du monde féminin de volley-ball des moins de 20 ans 1995: Meilleure attaquante et meilleure marqueuse.
- Grand Prix Mondial de volley-ball 2002: Meilleure contreuse.
- Coupe du monde de volley-ball féminin 2003: Meilleure contreuse.
- Championnat d'Amérique du Sud de volley-ball féminin 2005: MVP.
- Challenge Cup féminine 2009-2010: Meilleure réceptionneuse.